# Varsád, Tolna
Varsád  este un sat în districtul Tamás, județul Tolna, Ungaria, având o populație de 374 de locuitori (2011). 

## Demografie
Componența etnică a satului Varsád
     Maghiari (85,33%)
     Germani (8,07%)
     Romi (5,38%)
     Necunoscut (1,22%)
     Alții (1,22%)
Componența confesională a satului Varsád
     Romano-catolici (45,72%)
     Fără religie (15,51%)
     Luterani (7,49%)
     Reformați (5,08%)
     Necunoscută (25,4%)
     Greco-catolici (0,8%)
     Alte religii (0,8%)
Conform recensământului din 2011, satul Varsád avea 374 de locuitori. Din punct de vedere etnic, majoritatea locuitorilor (85,33%) erau maghiari, existând și minorități de germani (8,07%) și romi (5,38%). Apartenența etnică nu este cunoscută în cazul a 1,22% din locuitori. Nu există o religie majoritară, locuitorii fiind romano-catolici (45,72%), persoane fără religie (15,51%), luterani (7,49%) și reformați (5,08%). Pentru 25,4% din locuitori nu este cunoscută apartenența confesională.